# Vallée supérieure de la Wiltz
Vallée supérieure de la Wiltz este o arie protejată (arie specială de conservare — SAC, sit de importanță comunitară — SCI) din Luxemburg întinsă pe o suprafață de 186,63 ha, integral pe uscat.

## Localizare
Centrul sitului Vallée supérieure de la Wiltz este situat la coordonatele 49°58′15″N 5°51′10″E / 49.9708°N 5.8528°E.

## Înființare
Situl Vallée supérieure de la Wiltz a fost declarat sit de importanță comunitară în decembrie 1998 pentru a proteja 9 specii de animale. Situl a fost protejat și ca arie specială de conservare în noiembrie 2009.

## Biodiversitate
Situată în ecoregiunea continentală, aria protejată conține 5 habitate naturale: Fânețe de joasă altitudine (Alopecurus pratensis, Sanguisorba officinalis), Pante stâncoase silicioase cu vegetație casmofită, Păduri de fag Luzulo-Fagetum, Păduri de stejar sau de stejar și carpen sub-atlantice și medio-europene de Carpinion betuli, Păduri aluvionare cu Alnus glutinosa și Fraxinus excelsior (Alno-Padion, Alnion incanae, Salicion albae).
La baza desemnării sitului se află mai multe specii protejate:
- păsări (5): uliu porumbar (Accipiter gentilis), cocoșul de mesteacăn (Bonasa bonasia), ciocănitoare neagră (Dryocopus martius), viespar (Pernis apivorus), mărăcinar (Saxicola rubetra)
- mamifere (1): castor (Castor fiber)
- nevertebrate (1): Lycaena helle
- pești (2): zglăvoacă (Cottus gobio), cicar (Lampetra planeri)